# Districtul Phop Phra
Phop Phra (în thailandeză พบพระ) este un district (Amphoe) din provincia Tak, Thailanda, cu o populație de 63.336 de locuitori și o suprafață de 1.006,542 km².

## Componență
Districtul este subdivizat în 5 subdistricte (tambon), care sunt subdivizate în 52 de sate (muban).
| Nr. | Nume                | În thailandeză | Sate | Locuitori |  |
| 1.  | Phop Phra           | พบพระ          | 9    | 12886     |  |
| 2.  | Chong Khaep         | ช่องแคบ         | 14   | 12064     |  |
| 3.  | Khiri Rat           | คีรีราษฎร์        | 11   | 19567     |  |
| 4.  | Wale                | วาเล่ย์          | 7    | 6973      |  |
| 5.  | Ruam Thai Phatthana | รวมไทยพัฒนา     | 11   | 11846     |  |